# Armorial des comtes romains
L'armorial des comtes romains dont le titre complet est Armorial des princes, ducs, marquis, barons et comtes romains en France créés de 1815 à 1890 et des titres pontificaux conférés en France par les Papes, souverains du Comtat-Venaissin reprend, selon la description de son auteur, Louis de Magny, directeur des Archives de la Noblesse, la nomenclature des Français qui ont obtenu des souverains pontifes les titres de prince, de duc, de marquis, de comte et de baron. À la fin de l'ouvrage, il est également fait mention des comtes palatins du Comtat Venaissin.

## Ouvrage numérisé surGallica
- Louis de Magny,  Armorial des princes, ducs, marquis, barons et comtes romains en France, créés de 1815 à 1890, et des titres pontificaux conférés en France par les papes, souverains du Comtat-Venaissin, 1890.

« A de très-rares exceptions, tous les titres émanant du Saint-Siège sont conférés héréditaires et transmissibles par ordre de primogéniture, de mâle en mâle dans la lignée naturelle, légitime et catholique. »
« C'est seulement à partir du pontificat de Grégoire XVI que le Saint-Siège conféra régulièrement des titres à des Français qui s'étaient signalés à sa bienveillance par leurs mérites rendus à la religion, au Saint-Siège et à l’Église. »

## Ouvrage transcrit surWikisource
- Louis de Magny - Armorial des princes, ducs, marquis, barons et comtes romains en France, créés de 1815 à 1890, et des titres pontificaux conférés en France par les papes, souverains du Comtat-Venaissin